# Красавчик со стажем
«Красавчик со стажем» (англ. Just a Gigolo) — французская комедия от режиссёра Оливье Барру, ремейк американского фильма «Как быть латинским любовником» Кена Марино, в котором в 2017 году сыграли Сальма Хайек, Эухенио Дербес и Кристен Белл. Главные роли во французской версии исполнили Кад Мерад («Бобро поржаловать!», «Хористы»), Анн Шаррье и Паскаль Эльбе («Афера доктора Нока»). Кад Мерад также выступил соавтором сценария картины. «Красавчик со стажем» — седьмая совместная работа режиссёра Оливье Барру и актёра Када Мерада. Премьера во Франции состоялась 17 апреля 2019 года.
В российский прокат фильм вышел 11 июля 2019 года.

## Сюжет
Мужчина мечты знает секреты обольщения и вовсю этим пользуется, чтобы жить в свое удовольствие. Возможно, опытный мачо уже немного растерял обаяние, но отказываться от роскошной жизни не входит в его планы. Применяя весь свой арсенал, он вновь готов вернуться в игру.

## В ролях
- Кад Мерад — Алекс
- Анн Шаррье — Сара
- Паскаль Эльбе — Даниель

## Производство
Съемки фильма проходили на Лазурном берегу Франции, в Ницце, Каннах, в Грасе и Валлорисе.
«Нам понадобилось почти полгода ежедневной работы над сценарием», — поделился режиссёр Оливье Барру в одном из интервью. Барру попросил Када Мерада набрать 5—6 кг для съёмок, чтобы тот выглядел более пафосно и смешно. Мерад выполнил просьбу друга и (по совместительству) коллеги.
Продюсерами картины выступили Ришар Гранпьер («Необратимость», «Братство волка», «Любовь с препятствиями») и Дмитрий Рассам («Маленький принц», «Имя», «Хранитель Луны»).

## Релиз
Во Франции дистрибьютором фильма стала компания Mars Distribution, в России — кинокомпания «Вольга».

## Маркетинг
Первый трейлер фильма «Красавчик со стажем» появился в сети в конце апреля
, второй — в конце мая.